# Зоја Беголи
Зоја Беголи (Београд, 19. јануар 1949 – Београд, 2. јануар 2017) је била српска балерина, солисткиња Народног позоришта у Београду и мајка репера Реље Поповића.

## Биографија
Рођена је као Зоја Ђоковић, и завршила је Балетску школа „Лујо Давичо” 1965. године, а касније се усавршавала као балетски играч на Академији Ваганов руског балета. Била је такође професор на Академији уметности на одсеку за балет, и на глумачком одсеку. Осамнаест година била је у браку са југословенским глумцем албанског порекла Фаруком Беголијем, а задржала је након растанка његово презиме, јер је под тим уметничким именом била позната у свету балета. Након Фарука удала се за Срђана Поповића, са којим је добила два сина Мишу и музичара Рељу Поповића. Срђан је преминуо када је Реља имао две године. Неке од њених најзначајнијих улога су Олимпија (Хофманове приче), Сванилда (Копелија), Половецка девојка (Кнез Игор), Мирта (Жизела), Ингрид (Пер Гинт), Кити Шчербацка (Ана Карењина), Руска игра (Крцко Орашчић), Кума (Тријумф Афродите), Краковјак (Иван Сусањин), Улична играчица (Дон Кихот), Фуријант (Продана невеста). После смрти кремирана је на Новом гробљу у Београду.